# 2009 DS36
2009 DS36 es un asteroide cercano a la tierra de unos 15 metros de diametro que pertenece al grupo de asteroides Amor, los cuales se caracterizan por tener órbitas que se acercan a la de la Tierra, pero sin cruzarla. Fue descubierto por el Observatorio de Calar Alto (Almería, España) en la madrugada del 25 de febrero del año 2009.
El asteroide fue detectado debido a su rápido movimiento aparente en el cielo, lo que indicaba que no se encontraba muy alejado de la Tierra. Los cálculos iniciales de su órbita confirmaron que se trataba de un objeto cercano a la Tierra (NEO, por sus siglas en inglés de Near-Earth Object), convirtiéndose en el primer cuerpo de este tipo descubierto desde el Observatorio Astronómico de Calar Alto.

## Descubrimiento
2009 DS36 fue localizado mientras cruzaba la región de la constelación de Leo, en las proximidades de la línea de visión hacia la estrella Sigma Leonis.
El descubridor de este asteroide fue el astrónomo Félix Hormuth, del Instituto Max Planck de Astronomía (Heidelberg, Alemania), quien en ese momento trabajaba en el Observatorio Astronómico de Calar Alto, en Almería. Hormuth llevó a cabo la observación utilizando el telescopio reflector de 1,23 metros, en el marco de una colaboración científica entre ambas instituciones.
Para este hallazgo se utilizó el telescopio Zeiss de 1,23 metros previamente mencionado, el cual se encuentra instalado en el Observatorio de Calar Alto desde el año 1975. El asteroide fue detectado cuando se encontraba muy próximo de su punto de máximo acercamiento a la Tierra, en concreto a una distancia de aproximadamente 7 millones de kilómetros. Esta cercanía, combinada con su movimiento angular, facilitó su identificación como un objeto potencialmente cercano a nuestro planeta.

## Características físicas y orbitales
2009 DS36 es un asteroide de pequeño tamaño, con un diámetro aproximado de unos 15 metros, basado en su brillo aparente y suponiendo un albedo típico de los asteroides rocosos. Su tamaño lo sitúa dentro de la categoría de los NEOs de tipo menor, cuya detección suele ser más difícil debido a su baja luminosidad. El asteroide pertenece a la clase de objetos cercanos a la Tierra (NEO), y más concretamente se clasifica como un asteroide del grupo Apolo, es decir, su órbita cruza la de la Tierra con un semieje mayor superior a 1 unidad astronómica (UA).
Su órbita está moderadamente inclinada respecto al plano de la eclíptica, lo que indica que puede acercarse a la Tierra sin colisionar con ella, aunque su proximidad relativa al planeta durante el descubrimiento, a unos 7 millones de kilómetros, fue lo bastante cercana como para justificar un seguimiento detallado. En términos astronómicos, esta distancia equivale a aproximadamente 18 veces la distancia media entre la Tierra y la Luna. El período orbital completo de este asteroide alrededor del Sol es de poco más de un año, lo cual significa que su trayectoria lo dirige a través del sistema solar interior en intervalos frecuentes.
Cabe mencionar que, a pesar de su pequeño tamaño, este tipo de asteroides son de gran interés para la ciencia planetaria y la vigilancia de amenazas potenciales, puesto que cuerpos celeste de este tipo pueden penetrar la atmósfera terrestre en caso de un impacto, con efectos localizados significativos. Debido a su tamaño, no es observable a simple vista y solo puede ser detectado mediante telescopios de alta sensibilidad.